# ルイス・ターマン

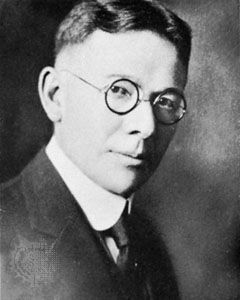

ルイス・ターマン（Lewis Madison Terman, 1877年 - 1956年）はアメリカ合衆国の心理学者。アルフレッド・ビネーの手法を改良したスタンフォード・ビネー知能検査、1000人以上の才能児が中年になるまでの経過を追った調査Genetic Studies of Geniusで知られる。
1905年にスタンフォード大学で心理学博士号を取得。ハイスクール校長、カリフォルニア州立師範学校ロサンジェルス校教授を経て、スタンフォード大学教授。インディアナ州生まれ。
テルマンとも。

## 優生学
ターマンは「精神薄弱」("feebleminded")者の強制的断種を支持し、Human Betterment Foundation（仮訳：人間改良財団）の一員でもあった。
ターマンの知能研究は優生学的、人種主義的動機に基づいていたと言われる。

## 家族
電子工学者フレデリック・ターマンは息子。

## 著書
- The Measurement of Intelligence (1916)
- The Gifted Child Grows Up (1947)